# 瓦利堡 (喬治亞州)
瓦利堡（英語：Fort Valley）是一個位於美國喬治亞州皮奇縣的城市。根據2010年美國人口普查，該地人口為9815人，而該地的面積約為13.60平方千米。同時該地也是皮奇縣的縣治。

## 地理
瓦利堡的座標為32°33′00″N 83°53′00″W / 32.55000°N 83.88333°W，而該地的平均海拔高度為158米（即518英尺）。